# Анчаково
Анчаково — деревня в Вологодском районе Вологодской области.
Входит в состав Старосельского сельского поселения, с точки зрения административно-территориального деления — в Старосельский сельсовет.
Расстояние по автодороге до районного центра Вологды — 46 км, до центра муниципального образования Стризнево — 5 км. Ближайшие населённые пункты — Остюнино, Починок, Кипелово.
По переписи 2002 года население — 9 человек.

## История
Согласно Спискам населенных мест Российской империи в 1859 году владельческая деревня Ончаково относилась ко 2 стану Вологодского уезда Вологодской губернии. В ней имелось 15 дворов, проживало 38 мужчин и 49 женщины.